# Aragonesi (gruppo etnico)
Gli aragonesi sono il gruppo etnico che abita l'Aragona, regione nord-orientale della Spagna, confinante ad est con la Catalogna.

## Origine

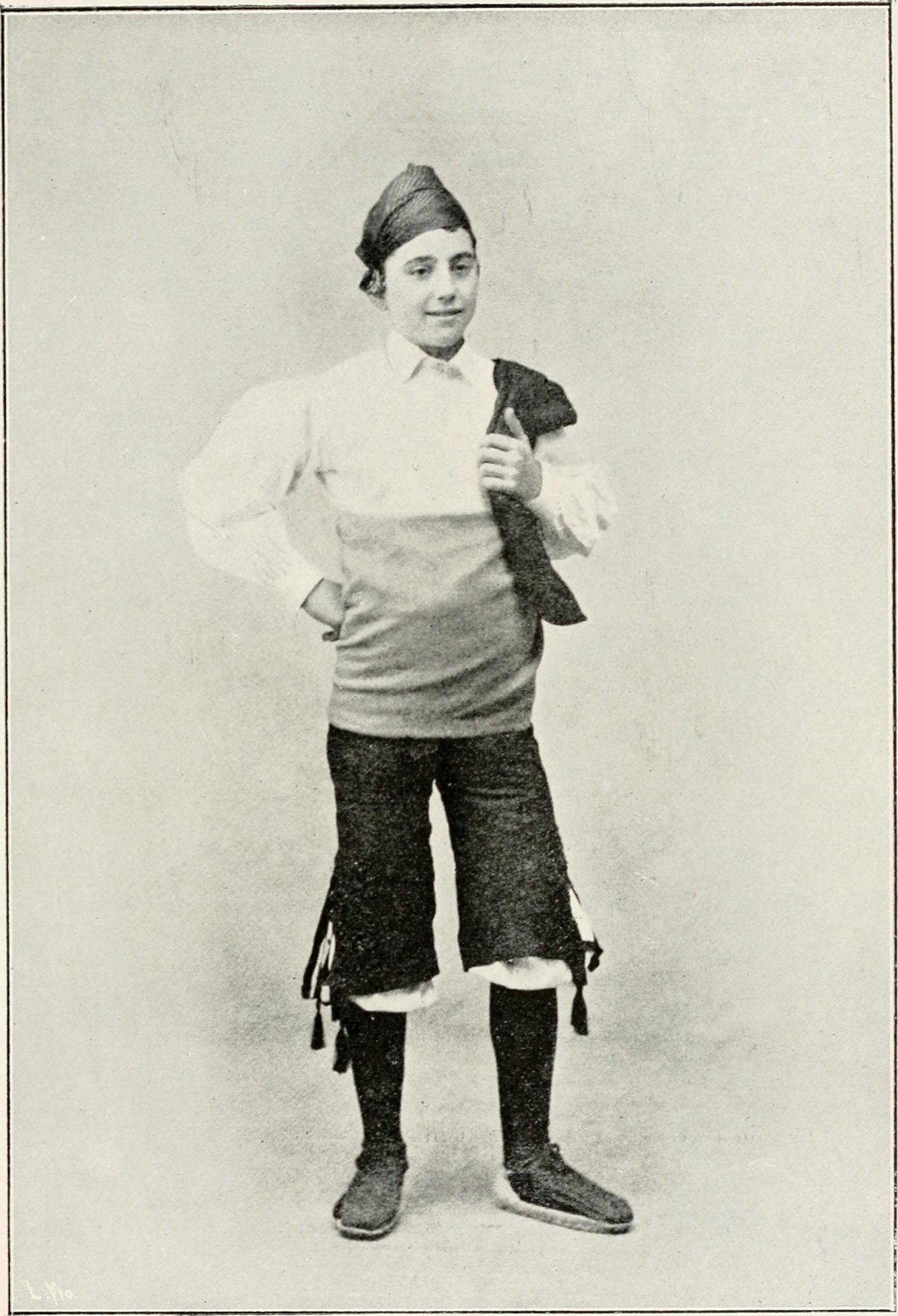
Abiti aragonesi maschili

La popolazione aragonese discende perlopiù dagli Iberi e dai Celti che penetrarono in questo territorio dal nord dei Pirenei a partire dalla tarda età del bronzo, attraverso l'espansione dei campi di urne prima e della cultura di Hallstatt in seguito, nell'età del ferro. Iberi e Celti, amalgamandosi fra loro, daranno origine alla popolazione nota come Celtiberi. Oltre a Iberi e Celti, in antichità erano presenti in Aragona anche tribù basche, localizzate nei Pirenei occidentali.
Nel Medioevo, a seguito della conquista del regno di Valencia da parte della Corona d'Aragona, numerosi aragonesi vi si stabilirono.

## Distribuzione geografica
Gli aragonesi risiedono principalmente in Aragona. Importanti comunità di origine aragonese si trovano anche in altre zone della Spagna soprattutto nell'area di Barcellona, in Catalogna, nella comunità Valenzana e a Madrid. Si stima che in totale gli aragonesi e i loro discendenti ammontino a circa 2.227.000 individui risiedenti in gran maggioranza entro il territorio dello stato spagnolo.

L'Aragona suddivisa per zone linguistiche.

## Lingue
La lingua aragonese, che in passato e, in particolar modo, durante il Medioevo veniva parlata in tutto il regno d'Aragona, è oggi sempre meno utilizzata dagli aragonesi, soppiantata nel corso degli ultimi secoli dal castigliano. Si stima che solo poche migliaia di persone, concentrate principalmente nella parte settentrionale della regione, usino l'aragonese come prima lingua ed è oggi considerata a rischio d'estinzione.
Nella cosiddetta Frangia d'Aragona (Aragona orientale) è invece parlata la lingua catalana.